# Karl Böhm (Architekt)
Karl Böhm, auch Carl Böhm, (* 6. September 1888 in Groß-Bieberau; † 1. Juli 1969 in Darmstadt) war ein deutscher Architekt.

## Leben
Böhm besuchte die Gewerbeschule Darmstadt und die Landesbaugewerkschule Darmstadt (Ingenieurschule für Bauwesen Darmstadt). Anschließend studierte er an der Technischen Hochschule Darmstadt. Ab 1909 arbeitete er in dem Darmstädter Architekturbüro Markwort und Seibert und wurde dort zum Bürochef. Nach dem Tod des Inhabers im Jahr 1945 übernahm er die Position des Geschäftsführers, die er bis 1957 innehatte.
Karl Böhm war verheiratet mit Marie Böhm geb. Daab (1890–1933).

## Bauten (Auswahl)
- 1929: Kriegerdenkmal in Groß-Bieberau[1]
- 1930: Hauptgebäude des Elisabethenstifts in Darmstadt
- 1936: Neubau des Alice-Hospitals in Darmstadt
- 1930er Jahre: zwölf Villen beim Löwentor in Darmstadt

Außerdem errichtete er in ganz Deutschland Krankenhäuser. Nach dem Zweiten Weltkrieg baute er das Gebäude der Bank für Handel und Industrie am Steubenplatz in Darmstadt wieder auf, auch für verschiedene Bauten der HEAG war er verantwortlich.